# Peter Paul
Peter Paul (Hartford, Connecticut, 1957. március 8.) amerikai színész, producer, televíziós személyiség és bodybuilder. Ő és ikertestvére David Paul Hartfordban (Connecticut) született. Általában együtt szerepeltek filmekben, valamint a Barbár testvéreknek hívják őket.
Mindketten megjelentek a Knight Rider "Drónok lovagja" című epizódjában.

## Filmjei
| Év   | Magyar cím          | Eredeti cím                | Szerep        | Magyar hang            | Rendező         | Megjegyzés              |
| ---- | ------------------- | -------------------------- | ------------- | ---------------------- | --------------- | ----------------------- |
| 2013 |                     | Faith Street Corner Tavern | Peter Palpin  |                        | David Paul      |                         |
| 2005 |                     | The White Horse Is Dead    | Bookman       |                        | Pete Red Sky    |                         |
| 2005 |                     | Souled Out                 | Doran (Ördög) |                        | Charles Adelman |                         |
| 1994 | Óvóbácsik           | Twin Sitters               | Peter Falcone | Sinkovits-Vitay András | John Paragon    |                         |
| 1994 | Született gyilkosok | Natural Born Killers       | Simon Hun     |                        | Oliver Stone    | törölt jelenet          |
| 1992 | Az iker bajjal jár  | Double Trouble             | Peter Jade    | Sótonyi Gábor          | John Paragon    |                         |
| 1989 | Szellemles          | Ghost Writer               | Tony          | Gesztesi Károly        | Kenneth J. Hall |                         |
| 1989 |                     | Think Big                  | Rafe          |                        | Jon Turteltaub  |                         |
| 1987 | Barbár fivérek      | The Barbarians             | Kutchek       | Berzsenyi Zoltán       | Ruggero Deodato |                         |
| 1984 | A flamingókölyök    | The Flamingo Kid           | Dirk          | Németh Gábor           | Garry Marshall  | stáblistán nem szerepel |
| 1983 | Simlis taxisok      | D.C. Cab                   | Buddy         | Juhász György          | Joel Schumacher |                         |